# 新场镇 (上海市)
新场镇是中華人民共和国上海市浦东新区下辖的一个镇。面积54.30平方公里。户籍人口5.02万人。该镇为第四批中国历史文化名镇。新场的意思是「新的盐场」。
李安導演的電影《色，戒》中革命青年秘密接头的“朝阳书店”是在新场大街拍攝外景。

## 行政区划
新场镇下辖南大居委会、工农居委会、北大居委会、石笋居委会、坦直居委会、王桥村村委会、金建村村委会、新卫村村委会、果园村村委会、新南村村委会、众安村村委会、新场村村委会、坦西村村委会、仁义村村委会、坦东村村委会、蒋桥村村委会、祝桥村村委会、坦南村村委会。